# Елцин Техеда
Елцин Техеда (на испански: Yeltsin Ignacio Tejeda Valverde; роден на 17 март 1992 в Лимон) е костарикански футболист, полузащитник, който играе за местния Ередиано и националния отбор на Коста Рика. Участник на Мондиал 2018 и Мондиал 2022 в Катар.

## Отличия

### Отборни
Депортиво Саприса
- Шампион на Коста Рика (1): 2014 (лято)
- Купа на Коста Рика (1): 2013

Коста Рика
- Носител на Централоамериканската купа (1): 2013